# Gilbert de Riberolles
Pour les articles homonymes, voir Riberolles.
Gilbert de Riberolles des Martinanches, né le 8 mars 1749 à Thiers et mort le 26 novembre 1828 dans la même ville, est un homme politique français, dont l'activité s'exerça pendant la période de la Révolution.

## Biographie
Gilbert de Riberolles était le second des neuf enfants de Joseph-Just de Riberolles, un négociant qui avait acquis une assez belle fortune en faisant du commerce à Thiers et à Lisbonne. La noblesse de la famille remontait à Barthélémy de Riberolles († 1763), fabricant de papiers à Thiers, lequel voulant se soustraire aux impositions arbitraires et vexatoires qui étouffaient toutes les industries, avait acquis un office privilégié.
Gilbert Riberolles suivit la même carrière que son père et grand-père et pendant que plusieurs de ses frères faisaient actes de gentilshommes et endossaient le costume militaire, lui ne crut pas s'avilir en restant à la tête de la fabrique de papiers, source première du bien-être et de la notoriété de sa famille.
Dans cette position modeste, il ne démérita pas et eut bientôt conquis l'estime et la considération de tous ses concitoyens. Lors de la création de l'Assemblée provinciale d'Auvergne en 1787, le besoin qu'on avait d'hommes intelligents et instruits des ressources et des intérêts des ressources matérielles du pays le fit désigner pour être un des représentants du tiers état. Son expérience des affaires et ses connaissances pratiques le rendirent très utile dans la commission ou bureau des ponts et chaussées où il siégeait à côté de M.Branche et du comte d'Espinchal. Ces tendances populaires étaient bien connues. Aussi le tiers état de la sénéchaussée d'Auvergne, si riche en capacités cependant, n'hésita-t-il pas à aller le chercher dans l'assemblée de la Noblesse à Riom, pour en faire son quatrième député aux états généraux. Il fut élu le 21 mars 1789 par 265 voix sur 393 votants 
Il se lie à Gaultier de Biauzat, Sémonville, Grenier et avec La Fayette, son ancien collègue à l'Assemblée provinciale et donne cependant son appui au tiers état. Il semble n'avoir pris la parole en public qu'une fois dans l'intérêt d'une extension de territoire à donner au district de Thiers. De retour à Thiers, il ne donne pas son appui à l'exécution du roi mais participe à une expédition de soutien aux Lyonnais en résistance aux monarchistes ; à son retour il sera emprisonné puis relâché.Sous le Consulat, par arrêté du 16 germinal an IX (6 avril 1801) il est nommé receveur général des Finances du Puy-de-Dôme, fonction qu'il occupa jusqu'en 1812 et à laquelle il fut remplacé par son fils Barthélémy Joseph Riberolles. Il meurt à Thiers le 26 novembre 1828.
Il est l'oncle de Barthélemy-Jean de Riberolles.